# Fundacja Świętego Józefa Konferencji Episkopatu Polski

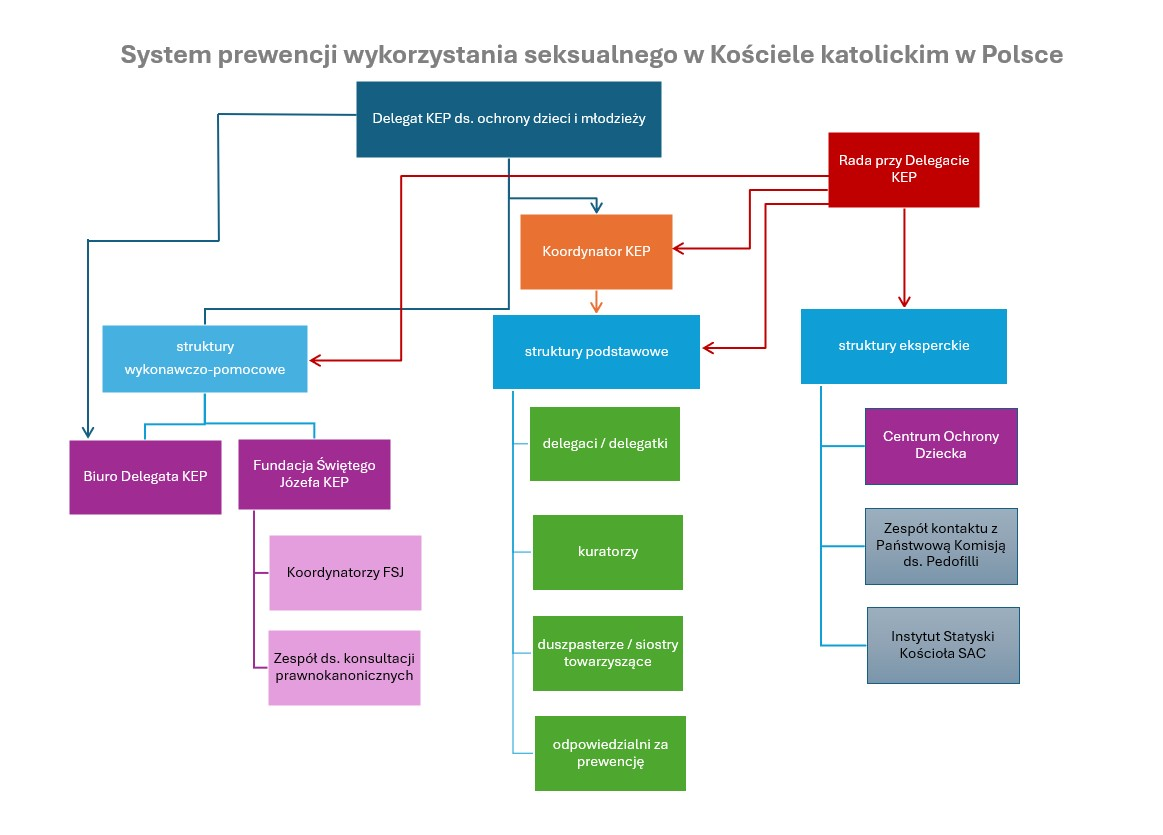
System prewencji wykorzystania seksualnego w Kościele katolickim w Polsce

Fundacja Świętego Józefa Konferencji Episkopatu Polski (FSJ) – fundacja z siedzibą w Warszawie, której główne działania ukierunkowane są na wsparcie skrzywdzonych wykorzystaniem seksualnym  w Kościele katolickim w Polsce, budowanie struktur pomocy ofiarom nadużyć seksualnych, profesjonalizację osób pracujących ze skrzywdzonymi oraz prewencję nadużyć seksualnych w Kościele. Fundacja została powołana przez polskich biskupów na 384. zebraniu plenarnym KEP odbywającym się w dniach 8–9 października 2019.

## Powołanie i misja
Fundacja wspierająca skrzywdzonych w Kościele katolickim została powołana przez polskich biskupów jako reakcja na oczekiwanie ze strony wiernych konkretnego działania hierarchii kościelnej wobec faktów nadużyć seksualnych, których sprawcami są duchowni katoliccy. Podczas 384. zebrania plenarnego KEP w Warszawie w dniach 8–9  października 2019 Episkopat przyjął statut Fundacji Świętego Józefa Konferencji Episkopatu Polski. 7 stycznia 2020 Fundacja została zarejestrowana w Krajowym Rejestrze Sądowym pod numerem 0000822034.
Misją fundacji jest ochrona dzieci i młodzieży we wspólnocie Kościoła katolickiego oraz budowanie efektywnych struktur pomocy, wspierających uzdrowienie osób zranionych i zapobieganie kolejnym przestępstwom wykorzystania seksualnego. Abp Wojciech Polak, delegat Konferencji Episkopatu Polski ds. ochrony dzieci i młodzieży, stwierdził, że powołanie fundacji to wyraz solidarności Kościoła w Polsce z pokrzywdzonymi.
Decyzją Episkopatu fundacja jest finansowana z corocznych składek duchownych (2000 zł od biskupa i 150 zł od prezbitera). Od 11 marca 2021 współpracę dwustronną z Fundacją (jako darczyńcy i beneficjenci) rozpoczęły zakony męskie.

## Cele statutowe i struktura

### Cele statutowe Fundacji[8]
- prowadzenie działalności na rzecz ochrony dzieci i młodzieży oraz osób z niepełnosprawnością przed wykorzystywaniem seksualnym
- prowadzenie i organizowanie działań na rzecz uwrażliwiania społeczeństwa i reagowania na przypadki krzywdzenia dzieci i młodzieży oraz osób z niepełnosprawnością
- prowadzenie, wspieranie i promowanie działań na rzecz kształtowania zasad prewencji wykorzystywania seksualnego dzieci, młodzieży i osób z niepełnosprawnością
- udzielanie wszechstronnej pomocy i wsparcia osobom, które zostały skrzywdzone wykorzystaniem seksualnym jako osoby małoletnie, w stanie niepełnosprawności lub bezradności, oraz w okolicznościach, o których mowa w kan. 1395 § 3 Kodeksu Prawa Kanonicznego, przez osoby duchowne lub inne osoby działające w ramach Kościoła katolickiego, w instytucjach Kościoła katolickiego lub w ramach aktywności wychowawczej, edukacyjnej oraz duszpasterskiej Kościoła katolickiego
- wspieranie struktur Kościoła katolickiego w kształtowaniu systemu prewencji oraz odpowiedniego nadzoru nad osobami podejrzanymi, oskarżonymi i osądzonymi za popełnienie czynów, o których mowa wyżej, a także w udzielaniu pomocy osobom, które zostały skrzywdzone bezpodstawnymi oskarżeniami
- wspieranie, w miarę możliwości, osób skrzywdzonych wykorzystaniem seksualnym jako osoby małoletnie, w stanie niepełnosprawności lub bezradności przez osoby niezwiązane instytucjonalnie z Kościołem katolickim.

Fundacja Świętego Józefa KEP nie zajmuje się finansowaniem odszkodowań i rekompensat dla ofiar przestępstw seksualnych w Kościele.

### Zarząd[9]
- Marta Titaniec – prezes
- ks. Janusz Łuczak SAC – członek
- ks. Piotr Studnicki – pełnomocnik

### Rada Fundacji[10]
- abp Wojciech Polak – przewodniczący Rady FSJ (delegat Konferencji Episkopatu Polski ds. ochrony dzieci i młodzieży)
- bp Marek Marczak – sekretarz generalny Konferencji Episkopatu Polski, z urzędu członek Rady FSJ
- ks. Piotr Majer
- Małgorzata Skórzewska-Amberg
- Marcin Erenc
- o. Adam Żak SJ – koordynator Konferencji Episkopatu Polski ds. ochrony dzieci i młodzieży
- s. Joanna Moś RSCJ

## Działalność

### 2020 –  powołanie koordynatorów FSJ i opracowanie systemu grantów
W każdej polskiej diecezji został powołany koordynator Fundacji, 18 lutego 2020 w siedzibie KEP w Warszawie odbyło się pierwsze spotkanie koordynatorów diecezjalnych.
W 2020 roku Fundacja opłacała terapię 13 osobom z 9 diecezji. Wsparła projekty jedenastu diecezji, a także Centrum Ochrony Dziecka, Inicjatywę Zranieni w Kościele, regionalny punkt wsparcia dla osób skrzywdzonych w archidiecezji poznańskiej oraz grupę wsparcia Ku uzdrowieniu w Krakowie. Ponadto Fundacja sfinansowała publikację dokumentów prawnych Kościoła oraz sfinansowała badania Instytutu Statystyki Kościoła Katolickiego dotyczące pogłębionej analizy danych na temat wykorzystania seksualnego w Kościele.
8 grudnia 2020 Fundacja Świętego Józefa uruchomiła stronę internetową, na której bezpośrednio można zgłosić przypadki wykorzystywania seksualnego w Kościele lub też nieprawidłowości proceduralne związane z rozpatrywaniem takich zgłoszeń w różnych instytucjach kościelnych. Ponadto strona zawiera informacje przydatne dla ofiar nadużyć seksualnych.
W 2020 Fundacja opracowała system grantowy dla osób wykorzystywanych seksualnie w Kościele oraz dla osób i instytucji wspierających osoby wykorzystywane.

### 2021 –  rozwój i współpraca z zakonami
W 2021 Fundacja podwoiła wydatki na cele statutowe zwiększając je do kwoty 1 300 730,34 zł. Pieniądze te zostały przeznaczone na pomoc bezpośrednią 25 osobom i związane były z opłaceniem pomocy terapeutycznej, medycznej (leki i konsultacje psychiatryczne) oraz pomocy prawnej i edukacyjnej. Ponadto Fundacja udzieliła 38 grantów podmiotom zewnętrznym zajmujących się pomocą bezpośrednią lub wsparciem osób wykorzystywanych seksualnie w Kościele, a także badaniami związanymi z ochroną dzieci i młodzieży w Kościele.
11 marca 2021 przewodniczący Konferencji Wyższych Przełożonych Zakonów Męskich o. Janusz Sok CSsR i przewodniczący Konferencji Episkopatu Polski abp Stanisław Gądecki podpisali deklarację o współpracy zakonów z Fundacją Świętego Józefa. W tym samym roku rozpoczęła się również współpraca z Konsultą Wyższych Przełożonych Żeńskich Zgromadzeń Zakonnych polegająca na uruchomieniu telefonu zaufania dla obecnych i byłych sióstr zakonnych będących ofiarami nadużyć seksualnych, a także na większym zaangażowaniu sióstr zakonnych w pomoc pokrzywdzonym.
Fundacja sfinansowała wydanie publikacji: Spowiednik wobec dramatu wykorzystania seksualnego oraz Ochrona Małoletnich i Bezbronnych.

### 2022 – wzrost pomocy bezpośredniej i kursy specjalistyczne
Na pomoc bezpośrednią dla 36 osób przeznaczono w 2022 roku 273 996,64 zł, co stanowi dwukrotny wzrost w stosunku do roku poprzedzającego i dziesięciokrotnie więcej niż w pierwszym roku działalności fundacji. Do 114 wzrosła również liczba grantów udzielonych podmiotom zewnętrznym. Ogólnie, na działania statutowe w 2022 roku Fundacja Świętego Józefa wydała 1 654 337,22 zł.
We współpracy z Centrum Ochrony Dziecka oraz Radą Szkół Katolickich wydano poradnik Profilaktyka przemocy seksualnej wobec uczniów w szkole katolickiej, który rozesłano do szkół katolickich. Ponadto FSJ sfinansowała tłumaczenie na język ukraiński i wydanie poradnika Spowiednik wobec dramatu wykorzystania seksualnego.
Fundacja wspierała finansowo oraz promowała studia podyplomowe i kursy specjalistyczne na katolickich uniwersytetach, a przeznaczone dla osób zajmujących się profesjonalnie pomocą i wsparciem osób skrzywdzonych oraz prewencją. Podobne wsparcie otrzymało Centrum Ochrony Dziecka, które prowadziło szkolenia dla delegatów diecezjalnych i duszpasterzy osób pokrzywdzonych.

### 2023 – konsultacje i praca w diecezjach
W 2023 Fundacja rozpoczęła bezpłatne konsultacje w zakresie prawa kanonicznego. W ramach wymiany doświadczeń i wsparcia lokalnych działań zarząd fundacji odwiedził 37 diecezji w Polsce. Do blisko 100 wzrosła liczba osób objętych bezpośrednim wsparciem, a kwota przeznaczona przez Fundację na działalność statutową wynosiła blisko 2,7 miliony złotych.

### 2024 –  projekty prewencyjne
- Bezpieczni – na zlecenie Fundacji Świętego Józefa zostały opracowane scenariusze lekcji religii o charakterze prewencyjnym[27], których celem jest wspieranie dzieci i młodzieży w rozwijaniu świadomości na temat prawa do stawiania granic, ochrony własnej intymności oraz odpowiedniego reagowania na niewłaściwe zachowania[28]. Do każdej lekcji zostały przygotowane materiały multimedialne (słuchowiska dla dzieci młodszych i nagrania wideo dla starszych). W ramach projekt Bezpieczni oferowane są również podcasty oraz bezpłatne webinaria będące wsparciem dla nauczycieli religii[29].
- Safeguarding – bezpłatny kurs online jest projektem międzynarodowym, w którego powstanie zaangażowani byli specjaliści z sześciu krajów Europy Środkowo-Wschodniej, w tym z Fundacji Świętego Józefa. Celem kursu jest identyfikacja czynników umożliwiających wykorzystywanie małoletnich i bezbronnych, metod zapobiegawczych oraz zakresu odpowiedzialności, transparentności i adekwatnych działań wobec ujawnienia faktów wykorzystywania małoletnich[30].